# Ophisaurus ventralis
Espèce
Synonymes
- Anguis ventralis Linnaeus, 1766

Statut de conservation UICN

 LC  : Préoccupation mineure
Ophisaurus ventralis est une espèce de sauriens de la famille des Anguidae.

## Répartition
Cette espèce est endémique des États-Unis. Elle se rencontre en Louisiane, au Mississippi, en Alabama, en Géorgie, en Floride, en Caroline du Sud, en Caroline du Nord et en Virginie.
Une seule fois, elle a été observée sur Grand Cayman.

## Description
Il s'agit d'un lézard apode, bien que des vestiges de celles-ci soient encore visibles au niveau du squelette (par exemple la présence d'un bassin, contrairement aux serpents). Il peut atteindre 1 mètre de long. L'adulte présente un dos foncé avec des reflets verdâtres ; son ventre est de couleur jaunâtre.

## Publication originale
- Linnaeus, 1766 : Systema naturæ per regna tria naturæ, secundum classes, ordines, genera, species, cum characteribus, differentiis, synonymis, locis. Tomus I. Editio duodecima, reformata. Laurentii Salvii, Stockholm, Holmiae, p. 1-532.